# Leonardo Santiago
Leonardo Vitor Santiago (Rio de Janeiro, 9 marzo 1983) è un ex calciatore brasiliano, di ruolo attaccante.

## Caratteristiche tecniche
Nel 2001 è stato inserito nella lista dei migliori calciatori stilata da Don Balón.

## Carriera
Leonardo Santiago iniziò la sua carriera alla scuola calcio Nova Safra di Rio de Janeiro nel quartiere Jacarezinho, dove Romário trascorse i suoi primi anni della vita. All'età di 12 anni venne notato dagli osservatori del Feyenoord che lo portarono nella scuola giovani della società a Varkenoord. Esordì in prima squadra a 17 anni il 19 agosto 2000 nella vittoria per 2-0 sull'AZ Alkmaar, azione che portò problemi alla società data la non possibilità delle squadre europee di schierare giocatori extracomunitari under-18.
Ha segnato il suo primo gol da professionista allo Heerenveen.
Nelle sue prime due stagioni al Feyenoord disputò 44 partite segnando quattro gol, ma soprattutto producendo diversi assist. Nella stagione 2001-2002 vinse la Coppa Uefa, ma da quel momento in poi patì molti infortuni che lo portarono, in un periodo che andò dall'agosto 2002 al dicembre 2005, a collezionare solamente undici presenze.
Nel gennaio 2006 si trasferì al NAC Breda firmando un contratto di un anno e mezzo. Nonostante i problemi di compatibilità con l'allenatore Cees Lok, segnò 8 gol in 14 partite nella stagione regolare, laureandosi capocannoniere della squadra, ma si infortunò nuovamente due giorni prima l'inizio dei play-off per non retrocedere chiudendo anzitempo la sua stagione.
Appena due giorni prima dell'inizio dell'Eredivisie 2006-2007, Leonardo entrò in contrasto con il nuovo allenatore Ernie Brandts, reo di volerlo schierare come ala sinistra, contrariamente alla volontà del giocatore brasiliano che prediligeva la fascia destra.
Nel dicembre 2006 passò così all'Ajax per 750.000 € firmando un contratto di 2 anni e mezzo. Il 21 gennaio successivo esordì con la nuova maglia ma sei settimane dopo si lesionò il crociato anteriore del ginocchio destro, costringendolo ad uno stop di sei mesi.

## Palmarès

### Club

#### Competizioni nazionali
- Campionato austriaco: 1

Red Bull Salisburgo: 2011-2012
- Coppa d'Austria: 1

Red Bull Salisburgo: 2011-2012

#### Competizioni internazionali
- Coppa UEFA: 1

Feyenoord: 2001-2002

### Nazionale
- Campionato mondiale Under-17: 1

Nuova Zelanda 1999